# De syv porte
De syv porte er en dansk børne- og billedbog fra 1955 med eventyr af Sven Møller Kristensen, illustrationer af Arne Ungermann og melodier til sange (med noder) af Bernhard Christensen .